# Protoneura rojiza
Protoneura rojiza är en trollsländeart som beskrevs av Gonzalez 1992. Protoneura rojiza ingår i släktet Protoneura och familjen Protoneuridae. Inga underarter finns listade i Catalogue of Life.